# Saint-Maurice-de-Lestapel
Saint-Maurice-de-Lestapel – miejscowość i gmina we Francji, w regionie Nowa Akwitania, w departamencie Lot i Garonna.
Według danych na rok 1990 gminę zamieszkiwały 83 osoby, a gęstość zaludnienia wynosiła 11 osób/km² (wśród 2290 gmin Akwitanii Saint-Maurice-de-Lestapel plasuje się na 1092. miejscu pod względem liczby ludności, natomiast pod względem powierzchni na miejscu 1237.).